# Aeoloplides rotundipennis
Aeoloplides rotundipennis är en insektsart som beskrevs av Wallace 1955. Aeoloplides rotundipennis ingår i släktet Aeoloplides och familjen gräshoppor. Inga underarter finns listade i Catalogue of Life.